# 小笠原政民
小笠原 政民（おがさわら まさたみ、生没年不詳）は幕末の旗本。父は旗本・小笠原安房守。通称は順三郎。官位は志摩守。
天保13年（1842年）寄合より火事場見廻役を経て火消役となる。嘉永7年（1854年）小普請組支配となり、安政7年（1860年）小姓組番頭、文久2年（1862年）書院番頭、同3年（1863年）大番頭を歴任し、慶応元年（1865年）勘定奉行（公事方）に就任した。慶応2年（1866年）大番頭に再任されるが、御留守居に転じた。同3年（1867年）に致仕し、隠居料300俵を拝した。